# Steiermarks Grand Prix 2020
Steiermarks Grand Prix 2020, officiellt Formula 1 Pirelli Großer Preis der Steiermark 2020, var ett Formel 1-lopp som kördes den 12 juli 2020 på Red Bull Ring i Spielberg, Österrike. Det var det andra loppet ingående i Formel 1-säsongen 2020 och kördes över 71 varv.

## Resultat

### Kval
| KR. | Nr | Förare             | Konstruktör               | Q1        | Q2       | Q3       | Grid |
| --- | -- | ------------------ | ------------------------- | --------- | -------- | -------- | ---- |
| 1   | 44 | Lewis Hamilton     | Mercedes                  | 1:18,188  | 1:17,825 | 1:19,273 | 1    |
| 2   | 33 | Max Verstappen     | Red Bull Racing-Honda     | 1:18,297  | 1:17,938 | 1:20,489 | 2    |
| 3   | 55 | Carlos Sainz, Jr.  | McLaren-Renault           | 1:18,590  | 1:18,836 | 1:20,671 | 3    |
| 4   | 77 | Valtteri Bottas    | Mercedes                  | 1:18,791  | 1:18,657 | 1:20,701 | 4    |
| 5   | 31 | Esteban Ocon       | Renault                   | 1:19,687  | 1:18,764 | 1:20,992 | 5    |
| 6   | 4  | Lando Norris       | McLaren-Renault           | 1:18,504  | 1:18,448 | 1:20,925 | 91   |
| 7   | 23 | Alexander Albon    | Red Bull Racing-Honda     | 1:20,882  | 1:19,014 | 1:21,011 | 6    |
| 8   | 10 | Pierre Gasly       | Alpha Tauri-Honda         | 1:20,192  | 1:18,744 | 1:21,028 | 7    |
| 9   | 3  | Daniel Ricciardo   | Renault                   | 1:19,662  | 1:19,229 | 1:21,192 | 8    |
| 10  | 5  | Sebastian Vettel   | Ferrari                   | 1:20,243  | 1:19,545 | 1:21,651 | 10   |
| 11  | 16 | Charles Leclerc    | Ferrari                   | 1:20,871  | 1:19,628 | 0        | 142  |
| 12  | 10 | George Russell     | Williams-Mercedes         | 1:20,382  | 1:19,636 | 0        | 11   |
| 13  | 18 | Lance Stroll       | Racing Point-BWT Mercedes | 1:19,697  | 1:19,645 | 0        | 12   |
| 14  | 26 | Daniil Kvyat       | Alpha Tauri-Honda         | 1:19,824  | 1:19,717 | 0        | 13   |
| 15  | 20 | Kevin Magnussen    | Haas F1 Team-Ferrari      | 1:21,140  | 1:20,211 | 0        | 15   |
| 16  | 7  | Kimi Räikkönen     | Alfa Romeo-Ferrari        | 1:21,372  | 0        | 0        | 16   |
| 17  | 11 | Sergio Pérez       | Racing Point-BWT Mercedes | 1:21,607  | 0        | 0        | 17   |
| 18  | 6  | Nicholas Latifi    | Williams-Mercedes         | 1:21,759  | 0        | 0        | 18   |
| 19  | 99 | Antonio Giovinazzi | Alfa Romeo-Ferrari        | 1:21,831  | 0        | 0        | 193  |
| 20  | 8  | Romain Grosjean    | Haas-Ferrari              | Ingen tid | 0        | 0        | PL4  |

| Vidare från första kvalrundan ▬▬ Vidare från andra kvalrundan ▬▬ |

107 %-gränsen: 1:23,6615
Källor: 
- ^1  – Lando Norris degraderas 3 platser efter att ha kört om en annan förare under gul flagga under första träningspasset.[3]
- ^2  – Charles Leclerc degraderas 3 platser efter att ha hindrat Daniil Kvyat under kvalet.[4]
- ^3  – Antonio Giovinazzi degraderas fem platser efter ett icke-schemalagt motorbyte.[5]
- ^4  – Romain Grosjean var tvungen att starta från pit lane efter hans team bröt mot parc fermé reglerna.[6]
- ^5  – Kvalet hölls på en blöt bana och därför applicerades 107 %-regeln.[7]

### Lopp
| Pos. | Nr | Förare             | Konstruktör          | Varv | Tid            | Grid | P  |
| ---- | -- | ------------------ | -------------------- | ---- | -------------- | ---- | -- |
| 1    | 44 | Lewis Hamilton     | Mercedes             | 71   | 1:22,50,683    | 1    | 25 |
| 2    | 77 | Valtteri Bottas    | Mercedes             | 71   | +13,719        | 4    | 18 |
| 3    | 33 | Max Verstappen     | Red Bull Racing      | 71   | +33,698        | 2    | 15 |
| 4    | 23 | Alexander Albon    | Red Bull Racing      | 71   | +44,400        | 6    | 12 |
| 5    | 4  | Lando Norris       | McLaren              | 71   | +1:01,470      | 9    | 10 |
| 6    | 11 | Sergio Pérez       | Racing Point         | 71   | +1:02,387      | 17   | 8  |
| 7    | 18 | Lance Stroll       | Racing Point         | 71   | +1:02,453      | 12   | 6  |
| 8    | 3  | Daniel Ricciardo   | Renault F1           | 71   | +1:02,591      | 8    | 4  |
| 9    | 55 | Carlos Sainz, Jr.  | McLaren              | 70   | +1 varv        | 3    | 31 |
| 10   | 26 | Daniil Kvyat       | Scuderia Alpha Tauri | 70   | +1 varv        | 13   | 1  |
| 11   | 7  | Kimi Räikkönen     | Alfa Romeo F1        | 70   | +1 varv        | 16   | 0  |
| 12   | 20 | Kevin Magnussen    | Haas F1 Team         | 70   | +1 varv        | 15   | 0  |
| 13   | 8  | Romain Grosjean    | Haas F1 Team         | 70   | +1 varv        | PL   | 0  |
| 14   | 99 | Antonio Giovinazzi | Alfa Romeo F1        | 70   | +1 varv        | 19   | 0  |
| 15   | 63 | Pierre Gasly       | Scuderia Alpha Tauri | 70   | +1 varv        | 7    | 0  |
| 16   | 63 | George Russell     | Williams F1          | 69   | +2 varv        | 11   | 0  |
| 17   | 6  | Nicholas Latifi    | Williams F1          | 69   | +2 varv        | 18   | 0  |
| RET  | 31 | Esteban Ocon       | Renault              | 25   | Överhettning   | 5    | 0  |
| RET  | 16 | Charles Leclerc    | Scuderia Ferrari     | 4    | Kollisionskada | 14   | 0  |
| RET  | 5  | Sebastian Vettel   | Scuderia Ferrari     | 1    | Kollision      | 10   | 0  |

| Förare och stall som tog poäng ▬▬ |

- ^1  – Inkluderar en extra poäng för snabbaste varv.

Källor: 